# Лардизабала
Лардизабала (лат. Lardizabala) — монотипный род семейства Лардизабаловые. Единственный вид — Lardizabala biternata —  многолетнее вечнозелёное растение, происходящее из Перу и Чили, культивируемое ради съедобных плодов.
Оно представляет собой лиану длиной до 3,5 м с ярко-зелёными глянцевыми кожистыми листьями. У молодых растений стебли мягкие, травянистые, со временем они твердеют и одревесневают. Цветки тёмно-фиолетовые, почти чёрные. Плод — тёмно-фиолетовая колбасообразная ягода длиной 5-8 см с сладкой мясистой мякотью. Он съедобен и употребляется в пищу в сыром и варёном виде.
Растение предпочитает песчаные и суглинистые почвы. Оно способно выдерживать кратковременное понижение температуры до −10 градусов по Цельсию.
Название в честь Мигеля де Лардисабаля-и-Урибе.